# Bacardi Rum

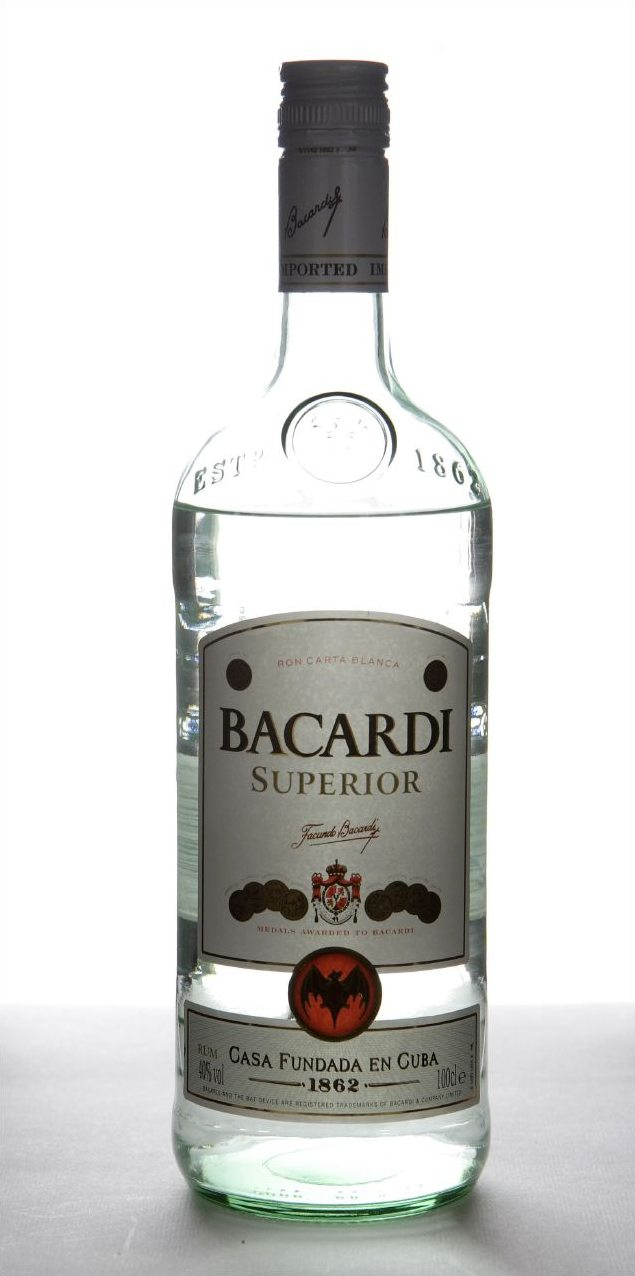
Een fles Bacardi Superior

Bacardi Rum is het bekendste rummerk van Bacardi (andere merken zijn Castillo, Palmas en Estelar). Het merk kent negen verschillende soorten rum, voornamelijk variaties op de Bacardi Superior.

## Varianten
- Bacardi 151
- Bacardi Oro, vroeger "Bacardi Gold"
- Bacardi Select, vroeger "Bacardi Black"
- Bacardi Reserva
- Bacardi Añejo
- Bacardi 1873
- Bacardi 1873 Solera
- Bacardi 8
- Bacardi Reserva Limitada
- Bacardi Lemon
- Bacardi Razz
- Bacardi Mojito
- Bacardi Dragon Berry
- Bacardi Coconut
- Bacardi Oakheart
- Bacardi Carta Fuego